# Тиреопероксидаза

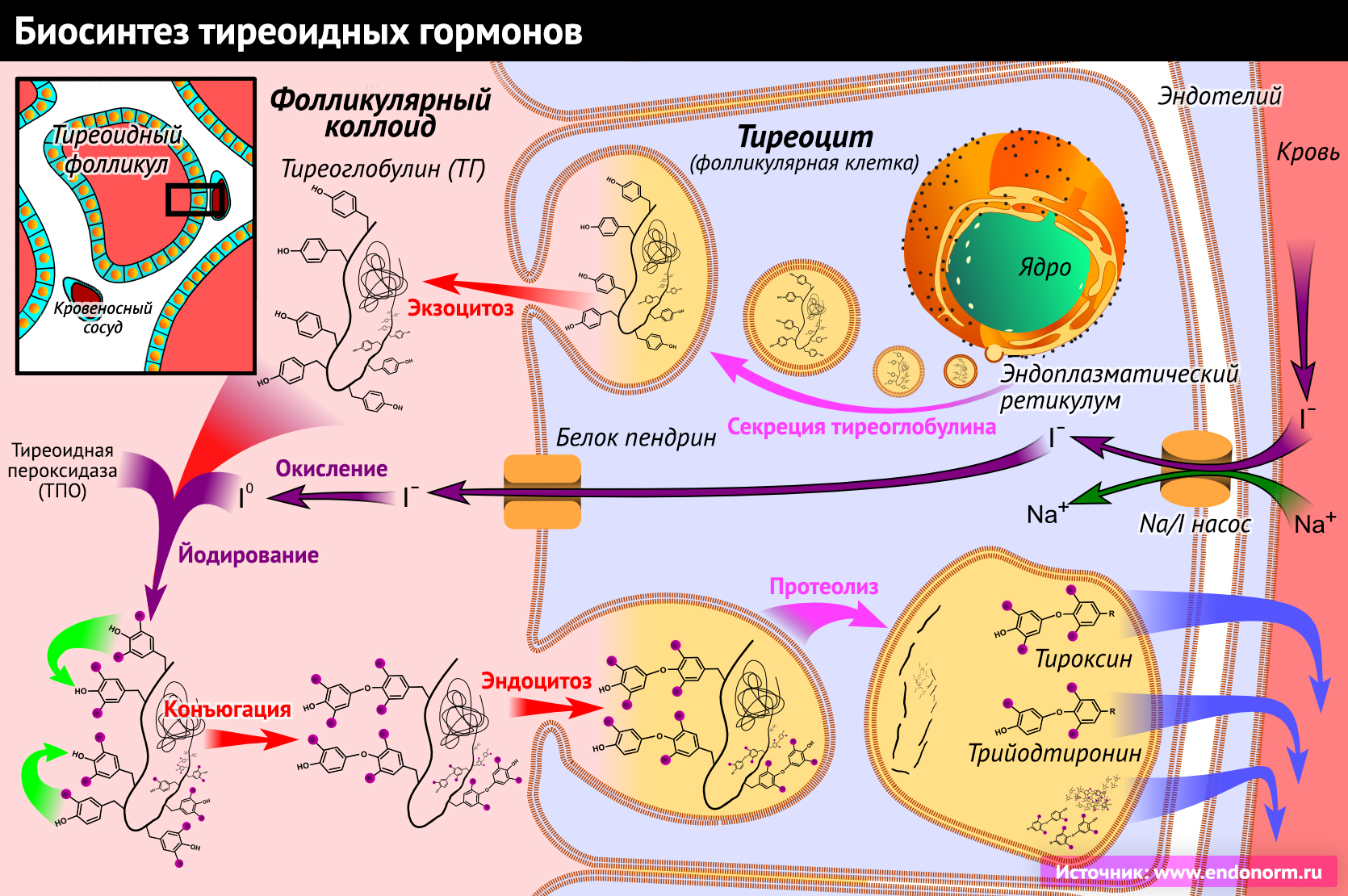
Синтез тиреоидных гормонов в присутствии тиреоидной пероксидазы.

Тиреоидная пероксидаза, тиреопероксидаза (ТПО) — фермент, экспрессируемый, в основном, в щитовидной железе, представляет собой оксидоредуктазу, которая катализирует первый этап биосинтеза гормонов щитовидной железы из протеиногенной аминокислоты тирозина. Пероксидаза щитовидной железы окисляет ионы йода с образованием атомов йода для добавления к остаткам тирозина на тиреоглобулине для производства тироксина (Т4) или трийодтиронина (Т3), гормонов щитовидной железы. У людей тиреопероксидаза кодируется геном TPO.

## Катализируемая реакция
+ I− + H+ + H2O2 ⇒  + 2 H2O
Йодид окисляется до радикала йода, который немедленно вступает в реакцию с тирозином.
 + I− + H+ + H2O2 ⇒  + 2 H2O
Второй атом йода добавляют аналогичным образом к промежуточному продукту реакции 3-йодтирозину.

## Функция
Неорганический йод поступает в организм в основном в виде йодида, I−. После попадания в фолликул щитовидной железы (или фолликулярную клетку щитовидной железы) через Na+/ I−симпортер (NIS) на базолатеральной стороне йодид перемещается через апикальную мембрану в коллоид через пендрин, после чего пероксидаза щитовидной железы окисляет йодид до атомарного йода (I) или йодиния (I+). «Органификация йода», включение йода в тиреоглобулин для выработки гормона щитовидной железы, является неспецифической; то есть нет промежуточного продукта, связанного с ТПО, но йодирование происходит с помощью активных форм йода, высвобождаемых из ТПО. Химические реакции, катализируемые пероксидазой щитовидной железы, происходят на внешней поверхности апикальной мембраны и опосредуются перекисью водорода.

## Стимуляция и ингибирование
ТПО стимулируется ТТГ, который усиливает экспрессию генов.
ТПО ингибируется тиоамидными препаратами, такими как пропилтиоурацил и метимазол. У лабораторных крыс с недостаточным потреблением йода генистеин продемонстрировал ингибирование TPO.

## Клиническая значимость
Тиреоидная пероксидаза часто фигурирует в качестве эпитопа аутоантител при аутоиммунных заболеваниях щитовидной железы. Такие антитела называются антитиреоидными (АТ-ТПО). Появление данных антител чаще всего свидетельствует об аутоиммунном тиреоидите. При этом титр антител будет говорить об активности заболевания у данного пациента.

## Диагностическое применение
В диагностической иммуногистохимии экспрессия пероксидазы щитовидной железы (TPO) теряется при папиллярном раке щитовидной железы.

## Список литературы
1. ↑  Walter F., PhD. Boron. Medical Physiology: A Cellular And Molecular Approaoch (англ.). — Elsevier/Saunders[англ.], 2003. — P. 1300. — ISBN 1-4160-2328-3.
2. ↑  Jean Ruf, Pierre Carayon. Structural and functional aspects of thyroid peroxidase (англ.) // Archives of Biochemistry and Biophysics. — 2006-01. — Vol. 445, iss. 2. — P. 269–277. — doi:10.1016/j.abb.2005.06.023. Архивировано 17 июня 2022 года.
3. ↑  Ruf J, Carayon P (Jan 2006). Structural and functional aspects of thyroid peroxidase. Archives of Biochemistry and Biophysics. 445 (2): 269–77. doi:10.1016/j.abb.2005.06.023. PMID 16098474.
4. ↑  Kimura S, Kotani T, McBride OW, Umeki K, Hirai K, Nakayama T, Ohtaki S (Aug 1987). Human thyroid peroxidase: complete cDNA and protein sequence, chromosome mapping, and identification of two alternately spliced mRNAs. Proceedings of the National Academy of Sciences of the United States of America. 84 (16): 5555–9. Bibcode:1987PNAS...84.5555K. doi:10.1073/pnas.84.16.5555. PMC 298901. PMID 3475693.
5. ↑  Kessler J, Obinger C, Eales G (Jul 2008). Factors influencing the study of peroxidase-generated iodine species and implications for thyroglobulin synthesis. Thyroid. 18 (7): 769–74. doi:10.1089/thy.2007.0310. PMID 18631006.
6. ↑  Nagasaka A, Hidaka H (Jul 1976). Effect of antithyroid agents 6-propyl-2-thiouracil and 1-methyl-2-mercaptoimidazole on human thyroid iodine peroxidase. The Journal of Clinical Endocrinology and Metabolism. 43 (1): 152–8. doi:10.1210/jcem-43-1-152. PMID 947933.
7. ↑  Doerge DR, Sheehan DM (Jun 2002). Goitrogenic and estrogenic activity of soy isoflavones. Environmental Health Perspectives. 110 Suppl 3: 349–53. doi:10.1289/ehp.02110s3349. PMC 1241182. PMID 12060828.
8. ↑  McLachlan S. M., Rapoport B. Autoimmune response to the thyroid in humans: thyroid peroxidase--the common autoantigenic denominator (англ.) // International Reviews of Immunology[англ.] : journal. — 2000. — Vol. 19, no. 6. — P. 587—618. — doi:10.3109/08830180009088514. — PMID 11129117.
9. ↑  Chardès T., Chapal N., Bresson D., Bès C., Giudicelli V., Lefranc M. P., Péraldi-Roux S. The human anti-thyroid peroxidase autoantibody repertoire in Graves' and Hashimoto's autoimmune thyroid diseases (англ.) // Immunogenetics : journal. — 2002. — June (vol. 54, no. 3). — P. 141—157. — doi:10.1007/s00251-002-0453-9. — PMID 12073143.
10. ↑  Tanaka T, Umeki K, Yamamoto I, Sugiyama S, Noguchi S, Ohtaki S (May 1996). Immunohistochemical loss of thyroid peroxidase in papillary thyroid carcinoma: strong suppression of peroxidase gene expression. The Journal of Pathology. 179 (1): 89–94. doi:10.1002/(SICI)1096-9896(199605)179:1<89::AID-PATH546>3.0.CO;2-R. PMID 8691351.